# Józef Kapiak
Józef Kapiak (ur. 1 stycznia 1914, zm. 21 czerwca 1989) – polski kolarz szosowy, mistrz i reprezentant Polski

## Życiorys
Karierę sportową rozpoczął przed II wojną światową w Warszawie. Reprezentował barwy klubów Orlęta Warszawa, RKS Prąd Warszawa, Warszawianka i Jur Warszawa. Uważany za najbardziej utalentowanego kolarza końca lat 30 w Polsce, sięgnął po tytuł mistrza Polski w wyścigu ze startu wspólnego w 1938 i 1939 oraz mistrza Polski w wyścigu górskim (1938). W 1937 zajął trzecie miejsce w Tour de Pologne, wygrywając także dwa etapy wyścigu w tej edycji i jeden etap w 1939. Dwukrotnie startował w mistrzostwach świata, w wyścigu ze startu wspólnego (1937 - nie ukończył, 1938 - 25 m).
Po II wojnie światowej kontynuował karierę w klubach Gwardia Warszawa, Samorządowiec Warszawa, Ogniwo Warszawa i CWKS Legia Warszawa. Już w 1946 sięgnął po brązowy medal górskich mistrzostw Polski, a w 1948 wygrał te zawody. Jednak jego największym sukcesem było zdobycie kolejnego tytułu mistrza Polski w 1951, w wieku 37 lat, 13 lat po pierwszej wygranej w mistrzostwach. Ponadto zdobył też trzy tytuły mistrza Polski w wyścigu drużynowym na 100 km (1947, 1948, 1951), dwa brązowe medale w tej konkurencji (1946, 1952) oraz srebro w torowym wyścigu indywidualnym na 50 km (1948).
Trzykrotnie wystąpił w Wyścigu Pokoju. W 1948 zajął trzecie miejsce, a przez trzy etapy był liderem wyścigu, w 1949 zajął 23 m, a w 1951 – 37 m. Startował także w Tour de Pologne, zajmując m.in. drugie miejsce w 1952.

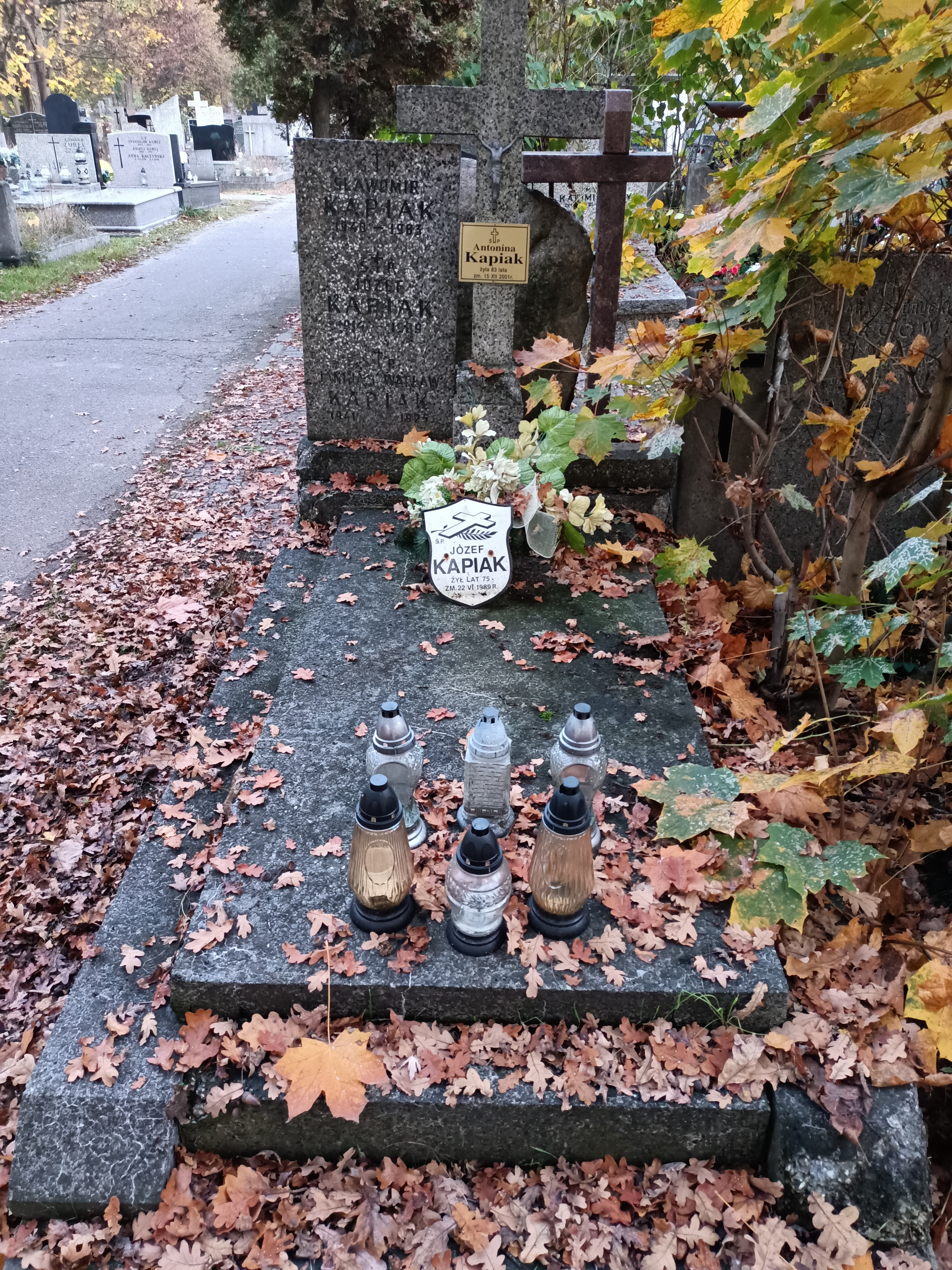
Grób Józefa Kapiaka na Cmentarzu Bródnowskim.

Po zakończeniu kariery sportowej pracował jako trener w Legii Warszawa, a jego zawodnikami byli m.in. Stanisław Królak i Andrzej Trochanowski. 
Był młodszym bratem Mieczysława Kapiaka. Pochowany na cmentarzu Bródnowskim (kwatera 41D-6-1).